# بارني درايفس
بارني درايفس (بالألمانية: Barney Dreyfuss؛ بالإنجليزية: Barney Dreyfuss) هو لاعب كرة قاعدة ألماني وأمريكي، ولد في 23 فبراير 1865 في فرايبورغ في ألمانيا، وتوفي في 5 فبراير 1932 في نيويورك في الولايات المتحدة.

## وصلات خارجية
- بارني درايفس على موقع جمعية أبحاث البيسبول الأمريكية (الإنجليزية)
- بارني درايفس على موقع قاعة مشاهير كرة القاعدة (الإنجليزية)